# Мендоза (аргентинска провинција)
Мендоза (шп. Mendoza) је провинција смештена на западу Аргентине. Према северу се граничи са провинцијом Сан Хуан, према запад са Чилеом, према југу са провинцијом Неукен, према југоистоку са провинцијом Пампа, према истоку са провинцијом Сан Луис.